# Bernard Piga
 (octobre 2022).
Bernard Piga (né Bernard-Georges Pigassou le 29 octobre 1934 à Aulnay-sous-Bois et mort le 12 août 2008 à Paris 20e) est un peintre français.

## Biographie
Bernard Piga naît en 1934 à Aulnay-sous-bois. Sa famille s'installe à Villeparisis au début de l'exode de 1940. À l'âge de 10 ans, inscrit au collège de Juilly[réf. nécessaire].
Il meurt en 2008 et est enterré à Grez-sur-Loing. 

## Œuvre
Il vit et travaille à Paris, où il prend comme sujets des chevaux et écuyers en manège ou des intérieurs[réf. nécessaire].

### Expositions
Personnelles
- 1960:1961 : Galerie du XVIe - Paris
- 1965 : Galerie Montmorency - Paris
- 1968 : Galerie Régence - Bruxelles
- 1971-1974 : Galerie Taménaga - Tokyo
- 1976 : Galerie Vantadour - Saint-Emilion
- 1977 : Galerie Le Balcon des Arts - Paris
- 1978 : Galerie Yannick Arrio - Saint-Germain-en-Laye
- 1979-1981 : Galerie Jouvène - Marseille
- 1980-1982 : Phillips Galeries - Palm Beach - U.S.A.
- 1983 : Galerie Joubert - Paris
- 1986 : Phillips Galeries - Palm Beach - U.S.A.
- 1986 : Galerie Couleurs du Temps - Genève
- 1990-1991 : Thomas Galerie - Paris
- 1991-1993 : Galerie Berlioz - Sausset-les-Pins
- 1993 : Galerie Déprez-Bellorget - Paris
- 1995 : Galerie Déprez-Bellorget - Paris
- 1996 : Galerie Berlioz - Sausset-les-Pins
- 1997 : Centre Culturel Maurice Ravel - Levallois-Perret
- 1997 : Galerie Déprez-Bellorget - Paris
- 1998 : Galerie du Château - Noirmoutier
- 2000 : Galerie Déprez-Bellorget - Paris
- 2001 : Château de Carrouges - Orne
- 2001 : Galerie Déprez-Bellorget - Paris
- 2003 : Centre Culturel Valery-Larbaud - Vichy
- 2003 : Galerie Déprez-Bellorget - Paris
- 2004 : Fondation Taylor - Paris
- 2005 : Crédit Mutuel de Bretagne - Brest
- 2006 : Galerie Paul-Riquet - Béziers
- 2007 : Galerie Déprez-Bellorget - Paris

Collectives
- 1970-1975 : Expositions Internationales du Figuratif - Tokyo
- 1971 : Sélection du Salon d'Automne - Tokyo
- 1973 : Sélection du Salon d'Automne - Varsovie
- 1973 : Unité de la Fondation Micchelsem - Danemark
- 1974 : Sélection du Salon d'Automne - Téhéran
- 1976 : Salon d'Automne - Paris (une salle réservée à Piga)
- 1978 : Peintres et sculpteurs d'aujourd'hui - Hôtel de Ville de Paris
- 1979 : Célébration en Bleu - Musée de Saint-Germain-en-Laye
- 1980 : Art sur le Campus - H.E.C.
- 1985 : Cinq Peintres et Sculpteurs - Galerie Joubert Paris
- 1988 : France Japon - Tokyo
- 1988 : Art graphique contemporain français - Musée Sursock Beyrouth
- 1997 : Invité d'honneur de la Ville de Garches
- 1999 : Biennale de St Nom La Bretèche
- 1999 : Exposition France Japon - Tokyo
- 1999 : "Peintres en partage" France Maroc - Paris
- 2000 : Le Millénaire et Taegu - Europe et Corée du Sud
- 2000 : Exposition France Israël - Paris
- 2001 : Invité d'honneur de la Ville de Maisse
- 2002 : Rencontre Internationale France Chine - Pékin
- 2004 : Support papier et Arts visuels - Vichy
- 2004 : George Sand vue par les artistes contemporains - Châteauroux

### Prix
- 1976 : Prix du Doyenné de Saint-Emilion
- 1977 : Prix des Amis du Salon d'Automne
- 1979 : Prix du Conseil National de Monaco
- 1980 : Prix de la ville de Montmorency
- 1992 : Prix de la Fondation Taylor
- 1996 : Grand Prix Renée Béja de la Fondation Taylor
- 2003 : Prix Léon Baudry